# NGC 6482
NGC 6482 ist eine elliptische Galaxie mit aktivem Galaxienkern vom Hubble-Typ E1 im Sternbild Herkules am Nordsternhimmel. Sie ist schätzungsweise 183 Millionen Lichtjahre von der Milchstraße entfernt und hat einen Durchmesser von etwa 110.000 Lichtjahren.
Das Objekt wurde am 12. Juli 1830 von John Herschel entdeckt.